# أنشنشو
في أساطير أيمارا، يعتبر أنشنشو أو جانتشانتشو (الهجاء اللاتيني Anchancho) شيطانًا رهيبًا يلازم الكهوف والأنهار وأماكن أخرى معزولة. يرتبط هذا الإله ارتباطًا وثيقًا بإله أورو تيو.